# سوپرکوپا یوروامریکانا
سوپرکوپا یوروامریکانا یک تورنمنت فوتبال دوستانه بود که توسط دایرکت‌تی‌وی ایجاد شد و از سال ۲۰۱۵ تا ۲۰۱۶ در قاره آمریکا بازی شد. این مسابقات بین قهرمانان جام سودامریکانا و لیگ اروپا برگزار می‌شد.

## فرمت
مسابقات به مدت ۹۰ دقیقه برگزار می‌شد. در صورت تساوی پس از وقت‌های قانونی، برنده از طریق ضربات پنالتی مشخص می‌شد.

## مسابقات
| نسخه | سال  | کشور     | قهرمان     | نتیجه | نایب قهرمان | کشور    | ورزشگاه                | شهر         | تماشاگران |
| ---- | ---- | -------- | ---------- | ----- | ----------- | ------- | ---------------------- | ----------- | --------- |
| ۱    | ۲۰۱۵ | آرژانتین | ریور پلاته | ۱–۰   | سویا        | اسپانیا | ورزشگاه مونومنتال      | بوئنوس آیرس | ۵۴,۰۰۰    |
| ۲    | ۲۰۱۶ | اسپانیا  | سویا       | ۲–۱   | سانتا فه    | کلمبیا  | مجموعه ورزشی واید ورلد | بی‌لیک       | ۵,۰۰۰     |

## قهرمانان

### بر پایه باشگاه
| باشگاه     | قهرمانی | نایب قهرمانی | سال‌های قهرمانی | سال‌های نایب قهرمانی |
| ---------- | ------- | ------------ | -------------- | ------------------- |
| سویا       | ۱       | ۱            | ۲۰۱۶           | ۲۰۱۵                |
| ریور پلاته | ۱       | ۰            | ۲۰۱۵           | —                   |
| سانتا فه   | ۰       | ۱            | —              | ۲۰۱۶                |

### بر پایه کشور
| کشور     | قهرمانی | نایب قهرمانی |
| -------- | ------- | ------------ |
| اسپانیا  | ۱       | ۱            |
| آرژانتین | ۱       | ۰            |
| کلمبیا   | ۰       | ۱            |

### بر پایه کنفدراسیون
| کنفدراسیون | قهرمانی | نایب قهرمانی |
| ---------- | ------- | ------------ |
| کونمبول    | ۱       | ۱            |
| یوفا       | ۱       | ۱            |